# Agrostis olivetorum
Agrostis olivetorum é uma espécie de gramínea do gênero Agrostis, pertencente à família Poaceae.